# Villenensemble Werderstraße 125 bis 141

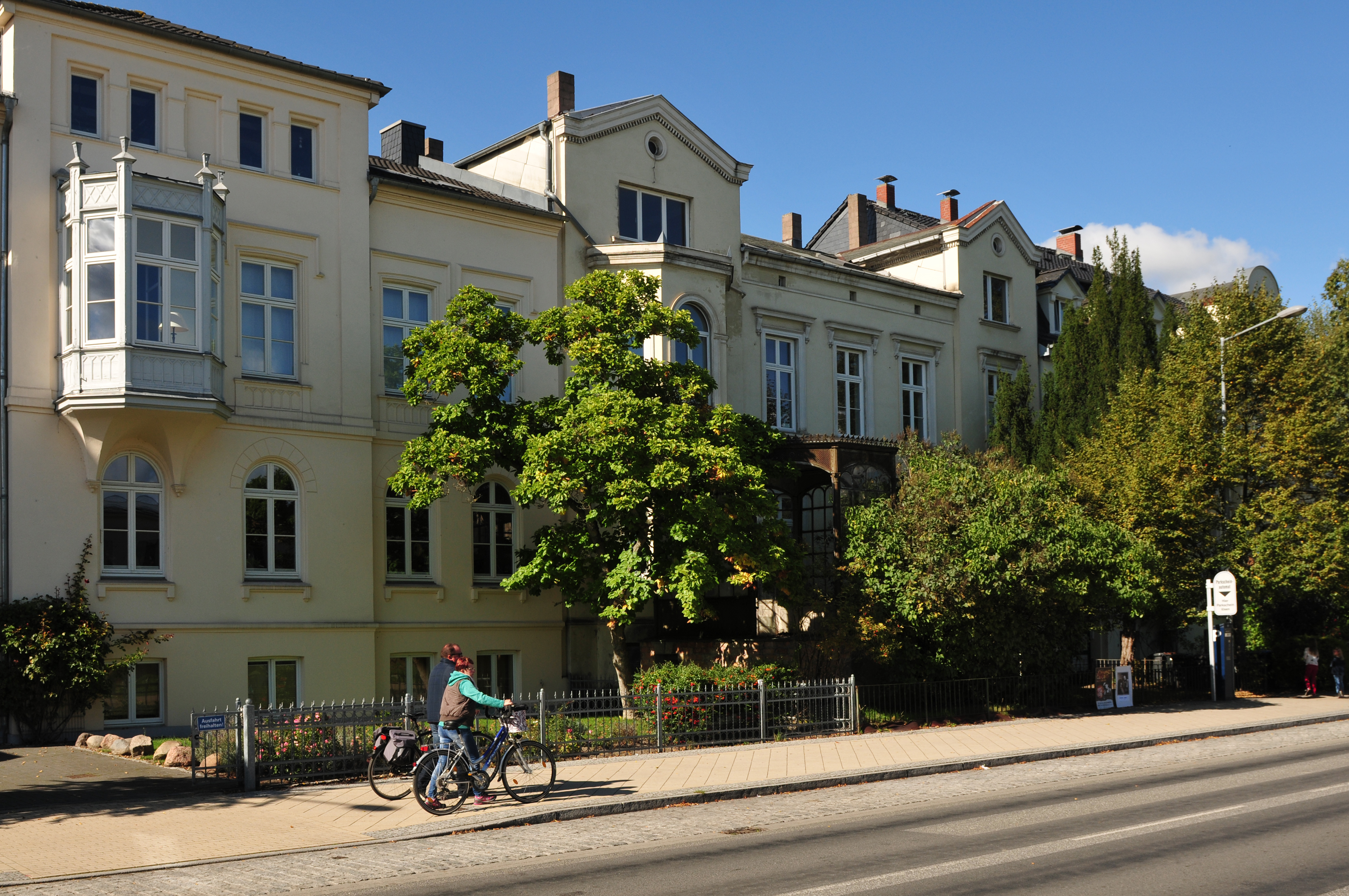
Nr. 127–131

Das Villenensemble Werderstraße 125 bis 141 in Schwerin, Stadtteil Altstadt, an der Uferpromenade der Werderstraße, ist ein Baudenkmal in Schwerin.

## Geschichte

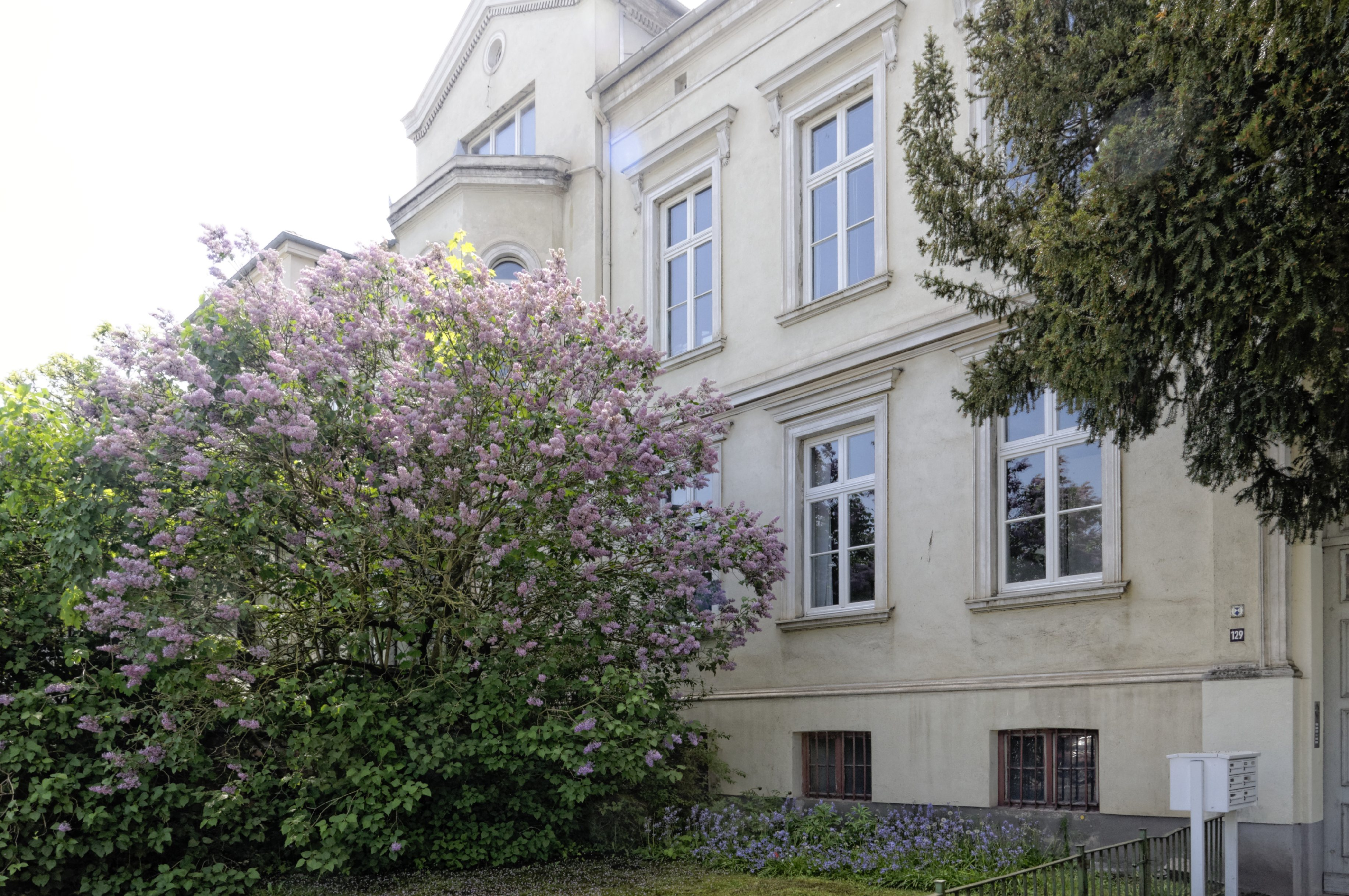
Nr. 129

Nr. 131

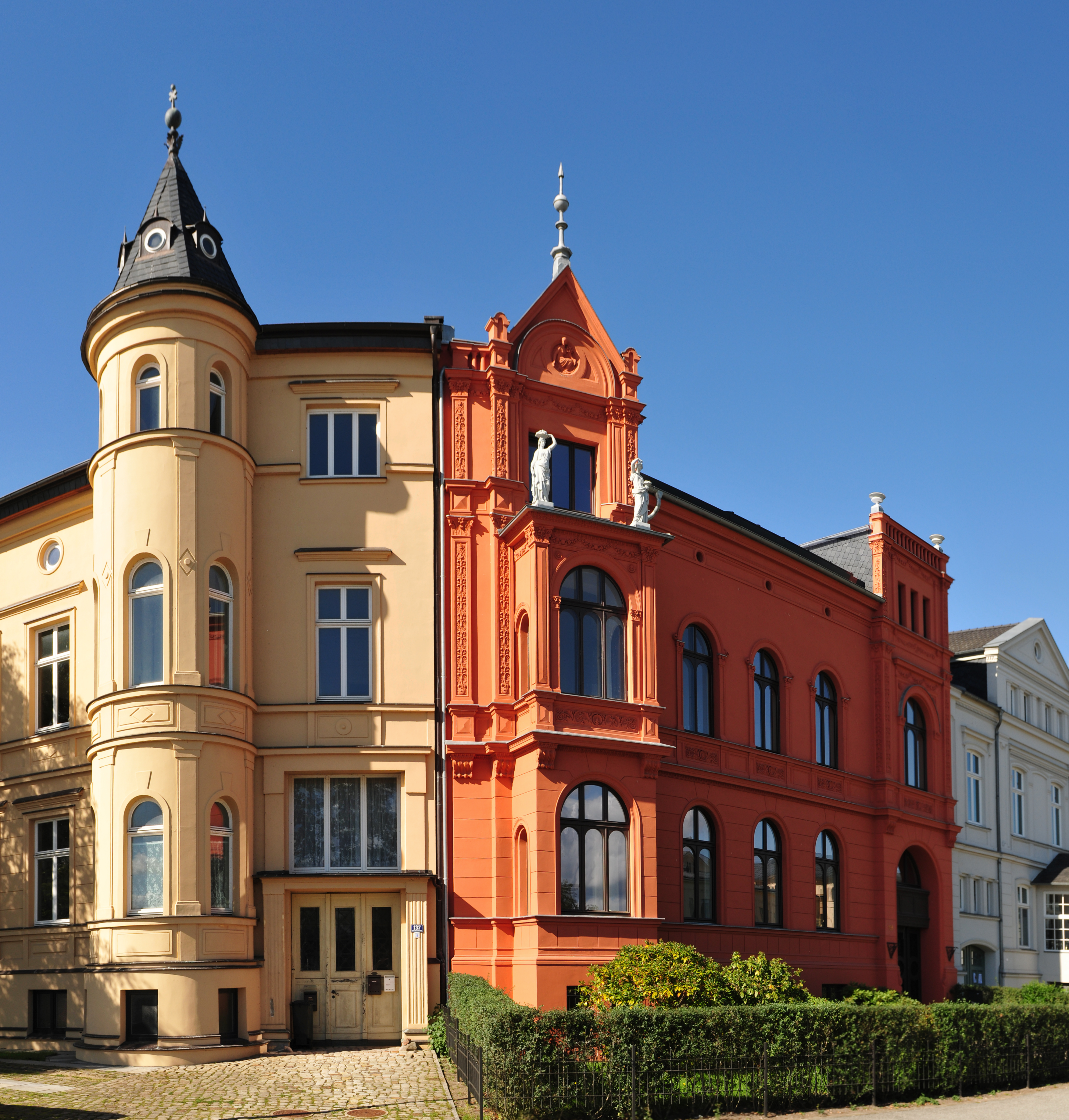
Nr. 137/135

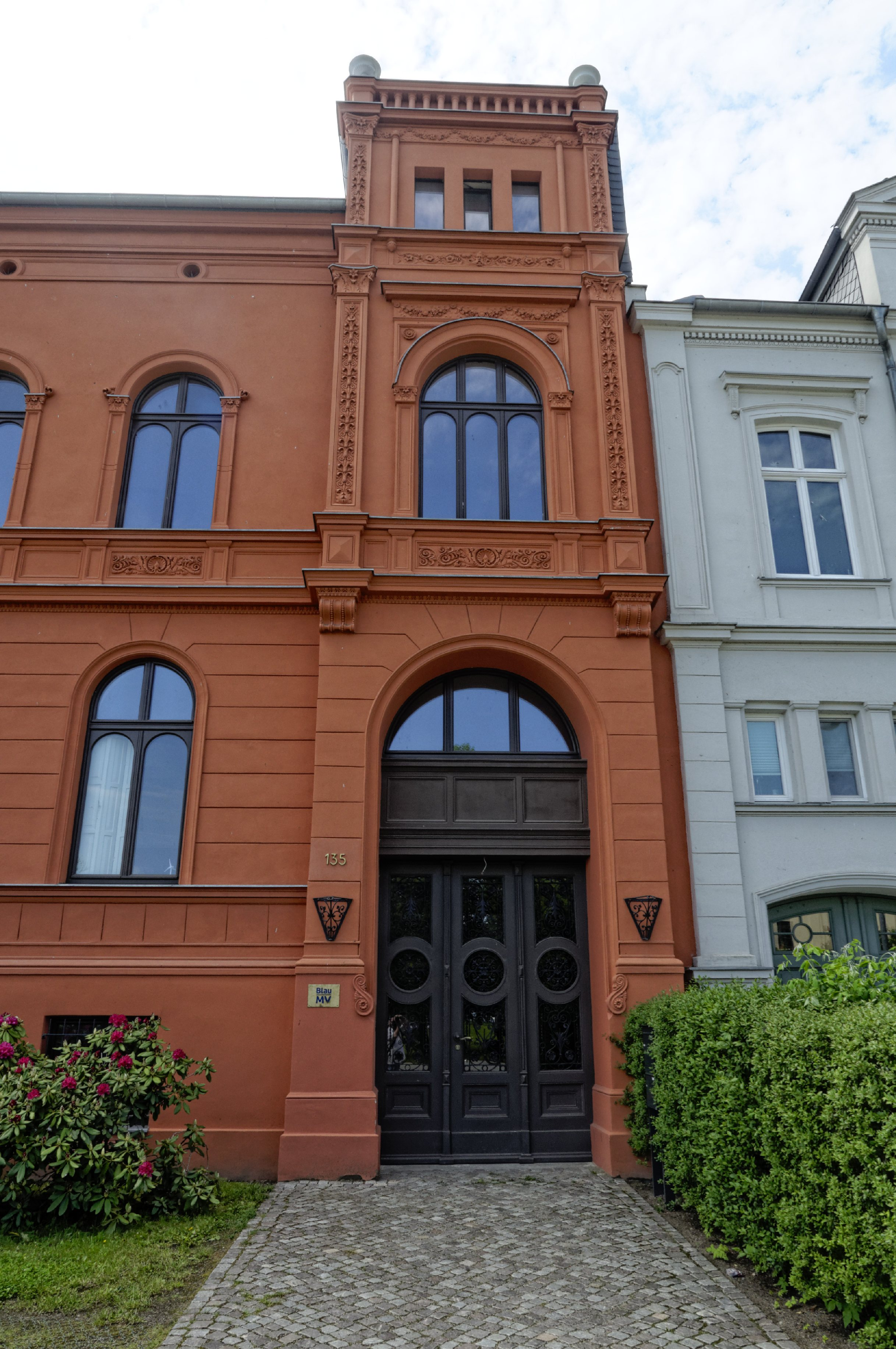
Nr. 135

Die zwei- und dreigeschossigen verputzten neoklassizistischen Reihenvillen von 1862 bis 1867 im Stil der Neorenaissance wurden auf Veranlassung und mit einer Anschubfinanzierung des Großherzogs Friedrich Franz II. durch Investoren errichtet, als würdiges ästhetisches Gegenüber zum Schloss und einer ansprechenden Verbindung zwischen Schloss und Marstall. Die Annastraße wurde deshalb neu erbaut, damit die Kutschen vom Marstall schneller zum Schloss gelangen konnten. Planer waren der Maurermeister Ferdinand Schultz (125–133, 141) und der Architekt Hermann Willebrand (135–139). Hofzimmermeister Christian Lemcke war bei der Realisierung der Bauten beteiligt.

Die Traufhöhe orientierte sich nach einer baurechtlichen Vorgabe an dem Marstall von 1842.
Die Villen 125 bis 139 haben ein hohes Souterrain mit zwei Obergeschossen. Nr. 141 ist die einzige freistehende Villa in der Reihe.

Bevorzugte Bewohner waren am Hofe beschäftigte vermögende und adelige Familien. Es entstanden später große Innenhöfe für Kutschen- und Pferdeställe sowie für aufwändige Wintergärten.
1858 veranlasste des Großherzogs den bis 1864 realisierten Bau des noch als Annenstraße bezeichneten südlichen Teils der Werderstraße. 1945 wurde die Annastraße Teil der Werderstraße.
Die Bauwerke sind seit 2024 als Teil des Residenzensembles Schwerin UNESCO-Welterbe.
Besonderheiten zu den einzelnen Häusern:

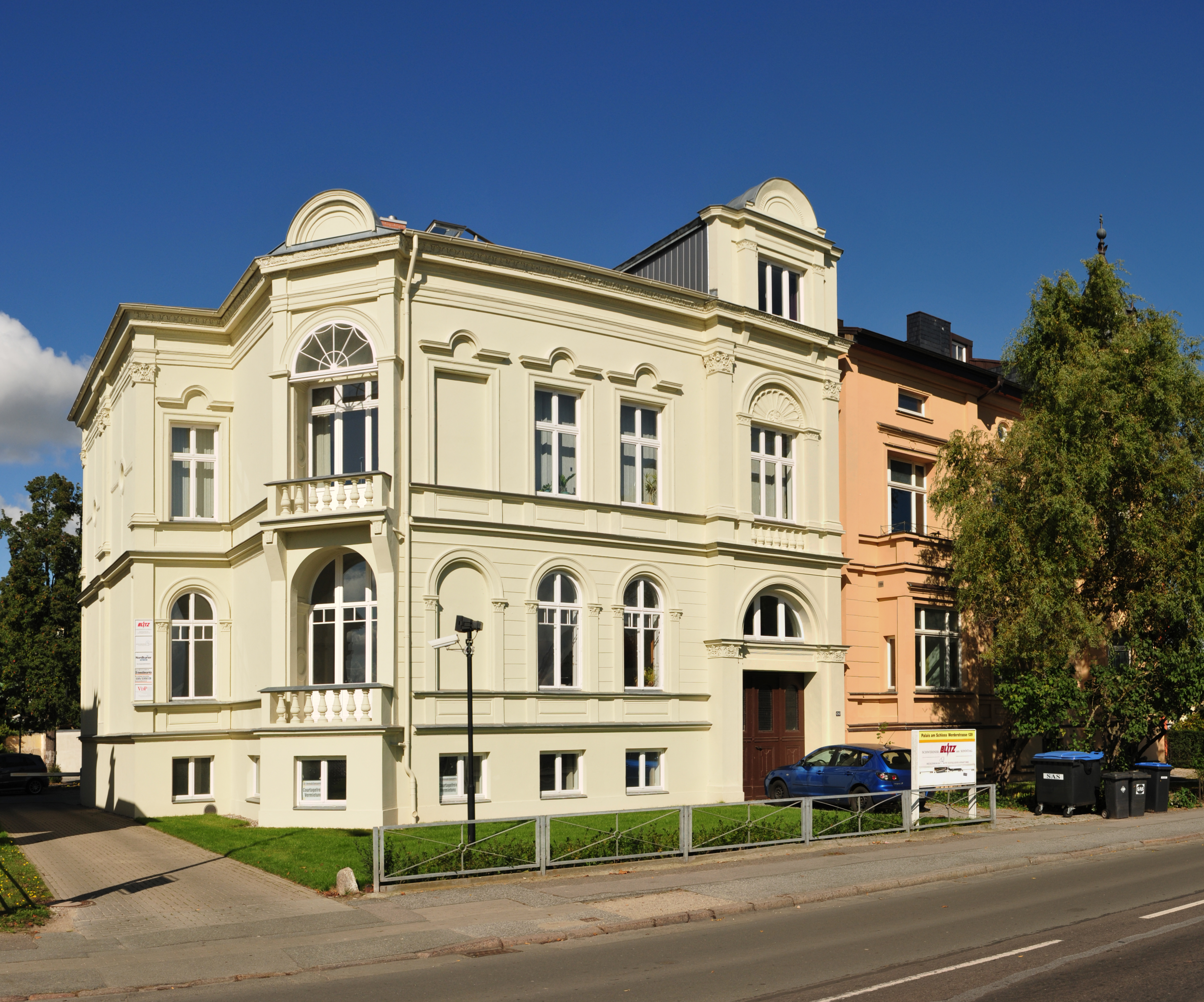
Nr. 125 von 1866 mit Torwegportal im Rundbogen, abgeschrägte, übergiebelte Eckachse mit Eck-Erker und tiefer Vorgartenzone; Umbau von 1867 mit Entfernung von Zwischenwänden, Vergrößerung des Speisesaals und Einrichtung von Logierräumen im Dachgeschoss
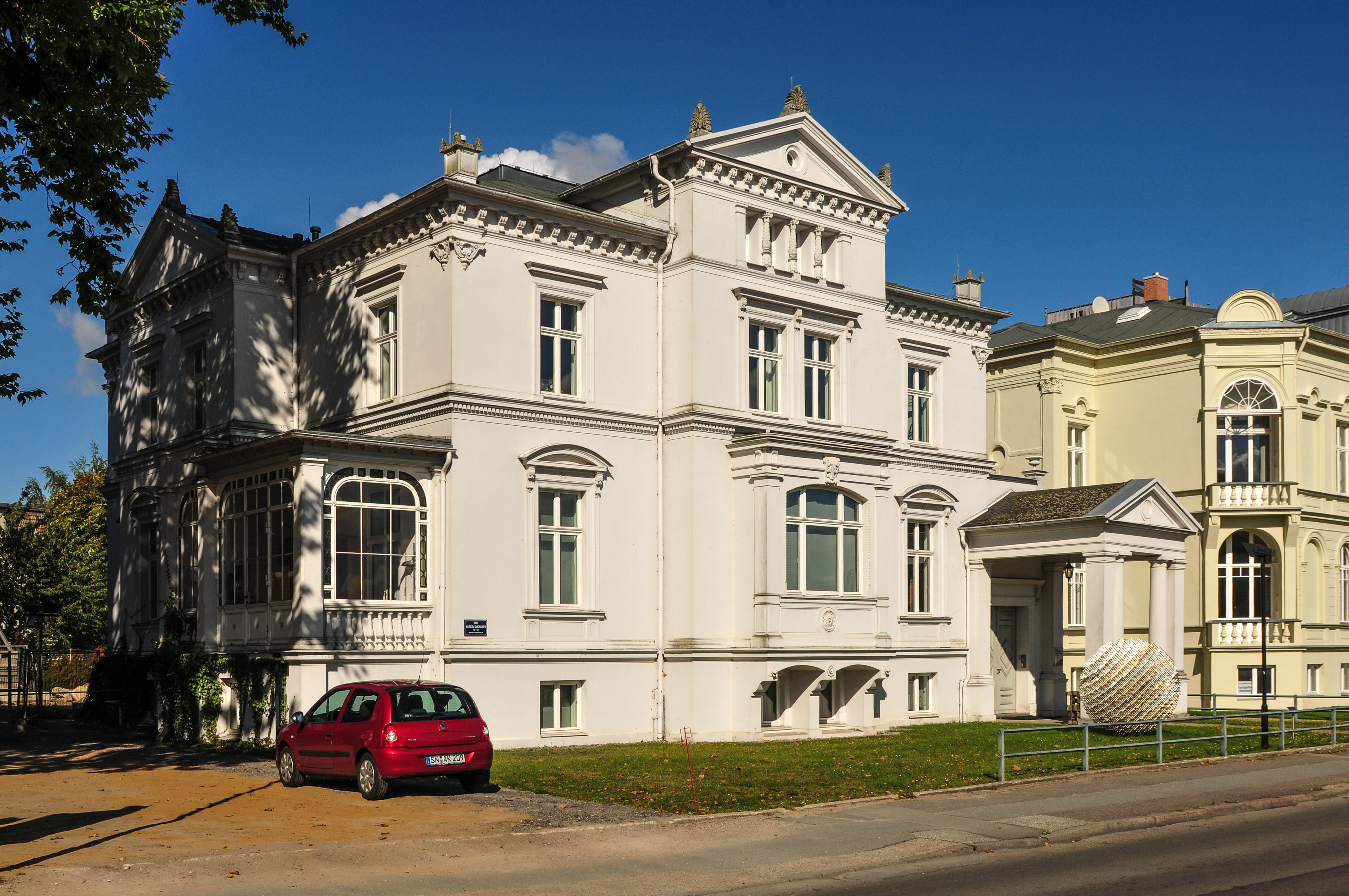
Nr. 127 von um 1863 mit tiefer eingefriedeter Vorgartenzone, saniert 2012
- Nr. 129 von um 1863 mit Torwegportal im Rundbogen, tiefer eingefriedeter Vorgartenzone, Wintergartenanbau in Eisen und Glas von 1900 mit umlaufendem Liliendekor; ursprünglich Fenster des 1. Stockwerks mit großen dreiseitigen, ausklappbaren Markisen nicht erhalten; frühe Eigentümer/Bewohner: u. a. um ab 1866 Frau von Schack, um 1878 Ministerialdirektor von Amsberg, um 1892 Oberhofmeister Graf von Bassewitz
- Nr. 131 von um 1863 mit konsolengetragenen Erker und tiefer eingefriedeter Vorgartenzone
- Nr. 133 von um 1863 mit tiefliegendes Torwegportal im Korbbogen, eingefriedeter Vorgartenzone und späterem Wintergarten sowie zurücktretendes ausgebautes Dachgeschoss mit großem Dreiecksgiebel; ursprünglich Fenster mit großen dreiseitigen, ausklappbaren Markisen in beiden Stockwerken (nicht erhalten)
- Nr. 135 von um 1866 mit verputzter Fassade in hellem Ziegelrot (wiederhergestellte Erstfassung), Torwegportal im Rundbogen; seitlichem Scheinrisalit mit ausgebautem Dachgeschoss, Ziergiebel, Pilastern und zweigeschossiger Auslucht, von zwei Skulpturen bekrönt; tiefe eingefriedete Vorgartenzone; zweigeschossiger Anbau an der Rückseite mit aufgesetztem Wintergarten und schmaler vorgelagerter Terrasse von 1902, teilweise im Inneren erhaltene Intarsienparkett mit mehrfarbigen Einlagen; saniert 2014
- Nr. 137 von um 1866 mit seitlich versetztem fensterreichen 3-gesch. runden Türmchen mit flachem achteckigen Helm und mit eingefriedete Vorgartenzone; der Fassadenentwurf von Hermann Willebrand wurde nur teilweise umgesetzt; Eigentümer 1869: Adolf von Sell
- Nr. 139 von um 1866 mit Sockelgeschoss,  Seitenrisalit mit Torwegportal, Pilaster mit floralen Kapitellen, abgeschrägte, übergiebelte Eckachse mit Rundbogenfenstern und kurzen Balkonen,  tiefe Vorgartenzone; heute Verwaltungsgebäude
- Nr. 141 von 1864 nach Plänen von Schultz stark beeinflusst durch den Bauherrn, mit verputzter Fassade in hellem Beige, Hauseingang mit vorgelagertem Portikus und bleiverglastem Buntfenster und Wintergarten mit farbigen Bleiverglasungen (1864) sowie seitlicher Auffahrt in den Hof; heute Sitz der Landesbehörde Staatliche Schlösser, Gärten und Kunstsammlungen Mecklenburg-Vorpommern